# Stellaland
La República de Stellaland (en neerlandés: Republiek Stellaland) fue, de 1882 a 1883, una república bóer localizada en el área de la Bechuanalandia británica (hoy, Provincia del Noroeste de Sudáfrica), al oeste del Transvaal. Después de la unificación con el vecino Estado de Goshen o Gosén, se convirtió en los Estados Unidos de Stellaland (en neerlandés: Verenigde Staten van Stellaland) desde 1883 hasta 1885.
Durante su breve historia, el pequeño estado se convirtió en un punto focal de conflictos entre el Imperio británico y la República Sudafricana, los dos principales agentes por el control del territorio. Después de una serie de reclamos y anexiones, los temores británicos al expansionismo bóer llevaron a su desaparición y, entre otros factores, sentaron las bases para la segunda guerra bóer.

## Trasfondo
Antes de la proclamación de la república, el área estaba bajo el control de los grupos Korana y tsuana en competencia, mientras que el Reino Unido la reclamaba como parte del protectorado emergente de Bechuanalandia británica. Dos de los grupos indígenas estaban bajo el liderazgo de los jefes Mankoroane y Montšioa, a quienes los británicos consideraban "amigos", y otros dos bajo el liderazgo de los jefes Moshette (un motsuana) y Massouw (un korana). Cuando estalló una disputa entre Mankoroane y otro jefe, cada lado recurrió a reclutar voluntarios, prometiéndoles tierras a cambio de su ayuda. Después de que se negoció un acuerdo con la mediación de la República de Transvaal, grandes porciones de la tierra de Mankoroane con 416 granjas de 3000 morgen (2563 ha) cada una fueron entregadas a mercenarios bóer que habían luchado del lado de su adversario, y los nuevos habitantes decidieron declarar la independencia.

## Unificación

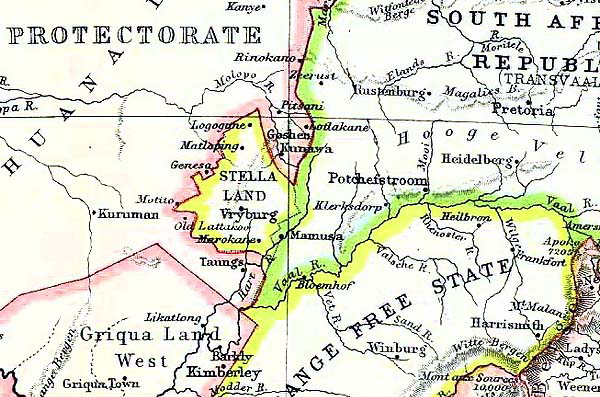
Stellaland con su capital Vryburg en un mapa contemporáneo antes de la unificación con Goshen al noreste

La República de Stellaland fue creada el 26 de julio de 1882, bajo el liderazgo de su presidente electo Gerrit Jacobus van Niekerk, un agricultor de Transvaal, y recibió el nombre de Stellaland (Star Land) en referencia a un cometa que era visible en los cielos en ese momento. La ciudad de Vryburg fue fundada y declarada su capital. En su fundación, el nuevo país cubría un área de 15 500 km² (5985 mi²) y albergaba una población estimada de 20.500 individuos, 3000 de los cuales eran de ascendencia europea.
El Estado de Goshen, llamado así por la bíblica Tierra de Gosén, fue fundado por Nicolaas Claudius Gey van Pittius en octubre de 1882 en el área vecina llamada Rooigrond con la aprobación del jefe Moshette. Gosén tenía una población estimada de 17.000 habitantes, de los cuales aproximadamente 2000 eran de origen europeo, y cubría un área de 10 400 km² (4015 mi²).
En 1883, Stellaland se fusionó con Gosén, y de esta unión se formaron los Estados Unidos de Stellaland.

## Estatus
No está claro si la independencia de alguno de estos estados fue reconocida alguna vez por otro país. A favor de Stellaland, se puede señalar que la convención de Montevideo que formalizó la definición de soberanía en sentido moderno no se firmaría hasta 1933, y que los caciques locales aprobaron su existencia. Por otro lado, varias fuentes británicas se refieren a Van Niekerk y sus seguidores como "filibusteros" y "merodeadores", pero el reconocimiento de jure del Reino Unido se puede inferir de un telegrama que fue enviado erróneamente por Sir Charles Warren, comandante militar de Bechuanalandia británica, a Van Niekerk en el que respaldaba a Cecil Asentamiento de Rodas en Stellaland. Solo más tarde Warren se dio cuenta de que su redacción podría interpretarse como un reconocimiento de la legalidad de Stellaland, y trató de negar las implicaciones del mensaje. En febrero de 1884, Gran Bretaña declaró unilateralmente la zona como protectorado británico.
Las leyes y la constitución de Stellaland eran prácticamente idénticas a las de la República Sudafricana. Nunca emitió una moneda independiente, sino que, como todos los estados circundantes, utilizó la libra sudafricana; sin embargo, imprimió sus propios sellos postales a partir de febrero de 1884 que todavía se comercializan entre los coleccionistas hasta el día de hoy.

## Anexión
Debido a que el gobierno de Van Niekerk había anunciado su intención de aplicar impuestos a todo el comercio que pasara por su territorio, Cecil Rhodes, fundador de la compañía de diamantes De Beers, y la administración británica temían un retroceso en sus esfuerzos en el negocio de la minería, porque Stellaland estaba en una de las principales rutas comerciales. También se supuso que el pequeño país finalmente podría incorporarse a la vecina República de Sudáfrica en un esfuerzo por eludir la Convención de Pretoria de 1881 que pedía el fin del expansionismo de los bóeres.
Rhodes incluso afirmó que el área era de una naturaleza tan crucial para la Corona que si el territorio en poder de Stellaland permanecía bajo el control afrikáner, la presencia británica "debería caer de la posición de un estado supremo en Sudáfrica a la de un estado menor". Estos temores se alimentaron cuando, el 10 de septiembre de 1884, el presidente Paul Kruger de Transvaal declaró el área bajo la protección de la República Sudafricana y la anexó seis días después. En diciembre de 1884, los británicos enviaron una fuerza al mando de Sir Charles Warren, quien invadió el país y abolió la república en agosto del año siguiente antes de que se incorporara a la Bechuanalandia británica.

## En política actual
A partir de 2008, el grupo político de extrema derecha Afrikaner Weerstandsbeweging (Movimiento de Resistencia Afrikáner) comenzó a presionar para que el área se restableciera como una república bóer independiente. Según el exlíder del grupo, Eugène Terre'Blanche, el grupo está en posesión de los antiguos contratos de 1882 que otorgaban la propiedad del área y se ha comprometido a llevar su caso a la Corte Internacional de Justicia de La Haya si es necesario.
El 4 de mayo de 2014, el partido político Front National declaró que quieren pedir la restitución de la República de Stellaland.